# Armoiries de Jalisco
Les armoiries de Jalisco, au Mexique ont été désignés par le État de Jalisco, après en 1998.
Au centre, il a un arbre aux racines exposées avec le dôme surligné en vert et le tronc et les racines en or; sur le gouffre du tronc deux lions se penchent en position sautante, opposés l'un à l'autre et de couleur or. Il a un casque avec deux plumes bleues et dorées; au-dessus, un drapeau en forme de clairon, avec toute la toile rouge et à l'extrême gauche, la croix de Jérusalem en or.

## Blasons et emblèmes historiques
Le symbole est utilisé par tous les régimes successifs au Jalisco, sous des formes différentes.

Emblème de 1793 à 1989.
Emblème de 1989 à 2011.
Emblème de 2011.